# الانتخابات الرئاسية الفنزويلية 2018
أجريت انتخابات رئاسية في فنزويلا في 20 مايو 2018 أدت إلى إعادة انتخاب نيكولاس مادورو لفترة ثانية مدتها ست سنوات.